# Antero de Quental
Antero Tarquínio de Quental (Ponta Delgada, Isla San Miguel, Azores; 18 de abril de 1842-ibídem; 11 de septiembre de 1891) fue un pensador y poeta portugués, conocido particularmente por sus sonetos.

## Biografía
Nació en la Isla San Miguel, en las Azores. Recibió de su familia, especialmente de su madre, una educación religiosa y tradicional. Después de tres años de estudios preparatorios, estudió Derecho en la Universidad de Coímbra, entre 1858 y 1864. Comenzó a escribir poesía a temprana edad, dedicándose principalmente al soneto; su primer poema conocido data de 1859. En sus actividades universitarias deja ya clara su simpatía por los movimientos revolucionarios y las luchas de emancipación nacional de Polonia e Italia. En 1861 publica su primer libro de versos, Sonetos, al que seguirán Beatrice (1863) y Odes Modernas (1875). En estos libros es evidente la influencia del romanticismo francés (sobre todo de Lamartine), y se manifiestan también las ideas políticas del autor, influidas por la lectura de Hegel y de Proudhon. 
En 1865 participó con energía en la llamada "cuestión de Coimbra", polémica entre los jóvenes poetas portugueses —la generación del 70— y Alexandre Castilho, el máximo representante de la generación anterior. Ramalho Ortigão tomó partido por Castilho, y llegó a batirse en duelo con Antero de Quental. El duelo se llevó a cabo en Oporto, en un lugar llamado Arca de Agua, y se saldó con una leve herida en la muñeca de Ortigão. En 1866, tras trabajar durante un tiempo en una imprenta de Lisboa, viajó a París, donde conoció personalmente a Proudhon y a Jules Michelet. Trabajó como tipógrafo durante dos años en la capital francesa, pero no se adaptó al ambiente parisino, por lo que en 1868 regresó a Ponta Delgada. 
Tras un viaje a América, se instaló en Lisboa, donde participó en la creación de un grupo político-literario llamado "Cenáculo", al que también pertenecieron, entre otros, Teófilo Braga y Eça de Queirós. El grupo del Cenáculo organizó en el casino lisboeta una serie de reuniones llamadas Conferencias Democráticas, también conocidas como Conferencias del Casino (1871), cuyo propósito era concienciar a la sociedad portuguesa de la necesidad de la modernización del país, y que terminaron siendo prohibidas por las autoridades. Antero pronunció la conferencia inaugural, sobre las Causas de la decadencia de los pueblos peninsulares, principalmente tres, según él: la Contrarreforma, el absolutismo y la expansión ultramarina. En 1872 organizó la sección portuguesa de la Asociación Internacional de Trabajadores y se presentó a las elecciones como candidato socialista.
En 1873 murió su padre, y la herencia recibida permitió al poeta vivir con desahogo durante los años siguientes. Por entonces cae enfermo, sin que sus consultas a los más sobresalientes especialistas de Portugal y Francia -entre ellos, el conocido doctor Charcot- den los resultados apetecidos. La enfermedad le produce una seria depresión, que desemboca en un deseo de aniquilación personal, y le lleva a interesarse por el budismo, puesto de moda en la época por autores como Arthur Schopenhauer. Su poesía adquiere un tono pesimista y sombrío que ya no le abandonará. 
En 1881 abandona la vida pública y se retira a Vila do Conde, donde lleva una vida de recogimiento, lectura y meditación, relacionándose con muy escasos amigos. Entre estos se cuenta Oliveira Martins, con quien mantiene una interesante correspondencia, que constituye casi una especie de diario íntimo con información preciosa sobre la trayectoria espiritual del autor. A pesar de su retiro de la vida pública, accedió a presidir la Liga Patriótica del Norte, partido nacido como resultado de la conmoción que produjo en Portugal el ultimátum británico de 1890.
Sin embargo, sus problemas psicológicos se agudizaron. El 5 de junio de 1891 se embarca hacia su ciudad natal, Ponta Delgada, y poco tiempo después, el 11 de septiembre, adquiere un revólver y se dispara dos tiros en el jardín de un convento ante un letrero que pone "Esperanza".
En su memoria, el Banco de Portugal emitió un billete de 5000 escudos con su figura en 1987 que tuvo emisiones impresas fechadas hasta 1993.

## Obra
La poesía de Antero de Quental suele dividirse en tres grupos: 
- Las obras juveniles (recogidas en los libros Primaveras Românticas. Versos dos veinte anos (1861-1864), publicado en 1875; y Raios de Extinta Luz-Poesías inéditas (1859-1863), aparecido póstumamente, en 1892.

- El libro Odes Modernas', cuya primera edición es de 1865, pero que conoció una segunda, y definitiva, en 1875. Es una obra marcada por la fe en el progreso y en las ideas revolucionarias que el autor profesaba en la época.

- Los sonetos, recopilados en su totalidad en 1886 y luego en 1890 en el libro Sonetos Completos, aunque muchos de ellos ya se habían publicado con anterioridad. Los sonetos son el mejor conjunto de la obra de madurez de Antero de Quental. Oliveira Martins, en el prólogo para la segunda edición (1890) de Sonetos Completos, los dividió en cinco fases cronológicas, que relatan las vicisitudes de la vida interior del poeta.

En cuanto a la prosa, destacan las Considerações sobre a filosofia da história literária (1872), así como la citada conferencia Causas da Decadência dos Povos Peninsulares (1871) y el panfleto que provocó la "Cuestión de Coimbra", titulado Bom Senso e Bom Gosto (1865).

## Algunas traducciones de sus obras al español
- Poesías y prosas selectas. Madrid, Alfaguara, 1986. Edición de Juan Eduardo Zúñiga. Traducción de Juan Eduardo Zúñiga y José Antonio Llardent. Por la traducción de los Sonetos, incluida en el volumen, José Antonio Llardent obtuvo en 1987 el Premio Nacional de Traducción.
- Sonetos selectos. Madrid, Visor, 1998. Traducción de José Antonio Llardent.
- Sonetos. Madrid, Calambur, 2003. Traducción de José Antonio Llardent. ISBN 84-96049-18-3
- Causas de la decadencia de los pueblos peninsulares, Madrid, La Umbría y la Solana, 2017.